# آنتیه فرانک
آنتیه فرانک (آلمانی: Antje Frank؛ زادهٔ ۵ ژوئن ۱۹۶۸) قایقران روئینگ اهل آلمان بود.